# Masten Wanjala
Masten Milimu Wanjala (2001 - 15 octobre 2021 à Mukhweya dans le comté de Bungoma) est un Kényan, tueur en série présumé.

## Biographie
Il a été accusé d'avoir tué 14 garçons à Nairobi.
Masten Wanjala a admis avoir drogué et assassiné plus de 10 garçons depuis 2019 et avoir bu le sang de certains,. Il a gagné leur confiance en faisant semblant d'être un entraîneur de football et en a retenu certains pour obtenir une rançon.
Il a été arrêté le 14 juillet 2021 et détenu au poste de police de Jogoo Road, mais n'avait pas encore été inculpé lorsqu'il s'est évadé le 13 octobre. Les trois policiers en service à l'époque ont été traduits en justice pour avoir permis et aidé à son évasion ; ils ont affirmé qu'il y avait eu une coupure de courant au poste de police cette nuit-là. Deux jours après son évasion, Masten Wanjala a été tué par lynchage d'une foule en colère à Mukhweya dans le comté de Bungoma, où vivent ses parents qui l'ont renié,.